# 芭芭拉站

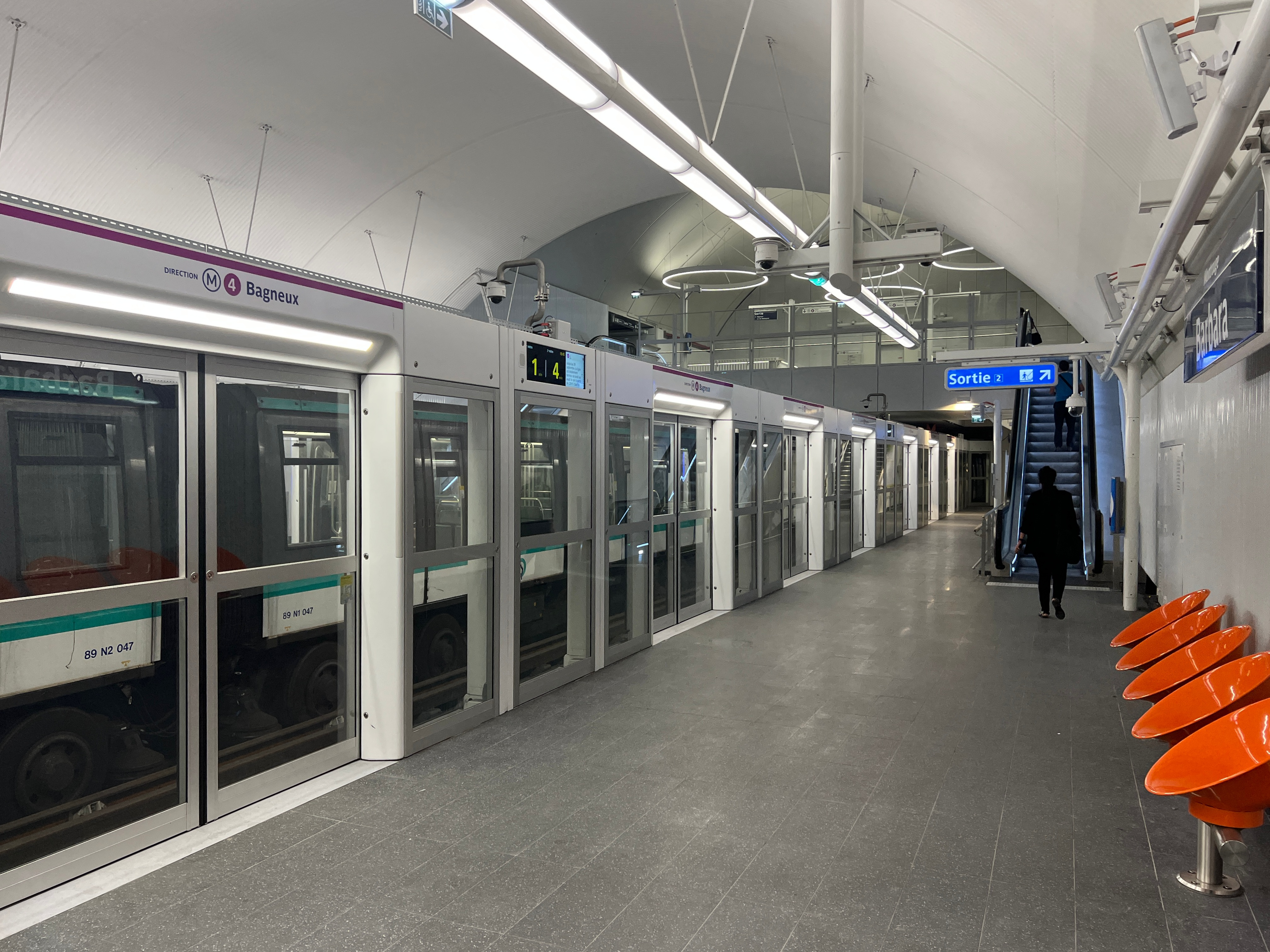
月台 (2022年7月)

芭芭拉站（法語：Barbara）是巴黎地鐵4號線的車站，位於蒙魯日。車站於2022年1月13日啟用。新線預計可帶來每日37,000名新乘客。延線耗資4.06億歐元。
車站由LIN（Finn Geipel及Giulia Andi）設計並設有月台幕門，是4號線自動化工程的一部分，預計於2022年完工。在車站入口上方，RATP居所將為年輕工人建設公寓大樓 。
延線規劃階段，車站名稱為凡爾登南站。進行站名公眾投票後，站名改以法國歌手芭芭拉命名，她在鄰近的巴黎巴涅公墓下葬。